# Eisstadion am Pulverturm
L’Eisstadion am Pulverturm est une patinoire située à Straubing en Allemagne. 

## Description
Elle ouvre en 1967.
La patinoire accueille notamment l'équipe de hockey sur glace des Straubing Tigers de la DEL. La patinoire a une capacité de 5 800 spectateurs.